# Араканцев, Михаил Петрович
Михаил Петрович Араканцев (13 июля 1863 — после 1926) — член Государственной думы от области Войска Донского. Член Учредительного собрания от Донского округа.

## Биография

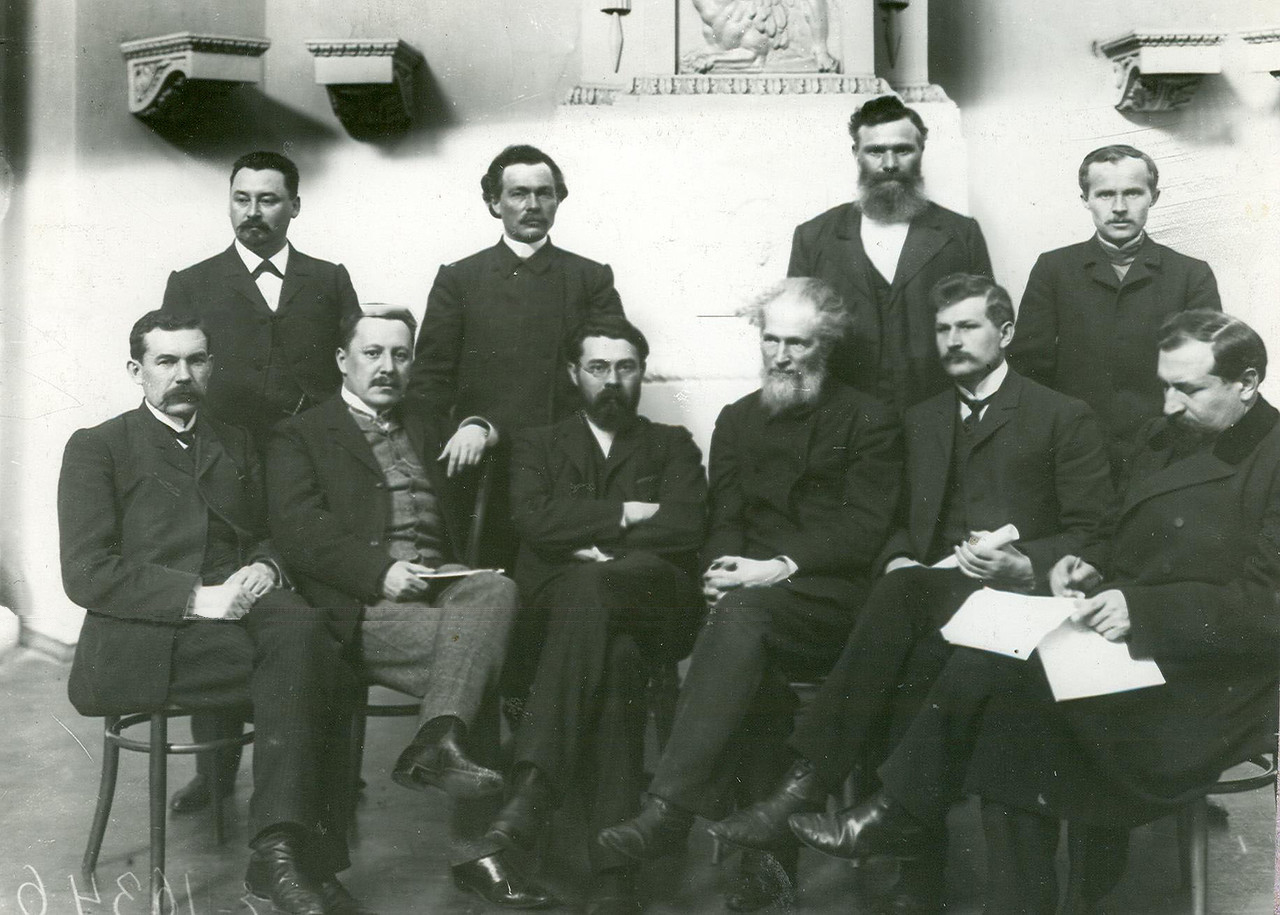
Члены Государственной думы II созыва от области Войска Донского. Стоят: К.П. Каклюгин, А.Ф. Панфилов, А.Г. Афанасьев, Н.В. Фомин. Сидят: М.С. Воронков, А.И. Петровский, В.А. Харламов, А.С. Петров, И.И. Ушаков, М.П. Араканцев

Православный. Донской казак, дворянин. Землевладелец (110 десятин).
Окончил Новочеркасскую гимназию и юридический факультет Харьковского университета.
Состоял присяжным поверенным, затем служил товарищем прокурора Таганрогского окружного суда. Был членом Конституционно-демократической партии. Поднадзорный с 1904.
14 апреля 1906 года был избран членом I Государственной думы от области Войска Донского. Входил в конституционно-демократическую фракцию. Состоял членом комиссий: по исследованию незакономерных действий должностных лиц и распорядительной. Выступал против того, что «казаков превратили в полицейских чиновников», которые охраняют от народного гнева помещиков, заводчиков и фабрикантов.
6 февраля 1907 года избран во II Государственную думу от области Войска Донского. Был председателем 1-го отдела Думы. Входил в казачью группу, в которой был товарищем председателя. Состоял секретарем редакционной комиссии, а также членом комиссий: распорядительной, бюджетной, по запросам и о привлечении 55 членов Думы к уголовной ответственности. Выступал по законопроекту о преобразовании местного суда, предлагал распространить Положение о местном суде также на казачьи области.
В 1917 году был избран членом Учредительного собрания от Донского округа по списку № 4 (казаки).
После Октябрьской революции участвовал в Белом движении: участвовал в Степном походе Добровольческой армии, служил в Таганрого-Азовском железнодорожном ОСВАГе.
После окончания Гражданской войны работал в советских учреждениях (под фамилией Попов).
В 1926 был арестован. Дальнейшая его судьба неизвестна.